# Семиреченский фронт (Гражданская война)
Семиреченский фронт — местный фронт Туркестанской республики, во время Гражданской войны. 
Фронт образован приказом Семиреченского областного военного комиссара, от 28 июня 1918 года, для борьбы с белогвардейскими войсками, наступавшими от Семипалатинска на город Сергиополь в Семиречье.

## Состав
К середине октября 1919 года общая численность войск фронта составляла: 2 000 штыков, свыше 2 000 сабель, 9 орудий, 12 пулемётов.
В состав Семиреченского фронта входили:
- 1-й Верненский рабоче-крестьянский пехотный полк
- 1-й Пишпекский пехотный полк
- 4-й Пишпекский пехотный полк
- 4-й Семиреченский пехотный полк
- 5-й кавалерийский полк
- 6-й кавалерийский полк
- 7-й кавалерийский полк
- Токмакский отряд
- артиллерийский дивизион

Войскам Семиреченского фронта противостояли силы общей численностью 3 400 штыков, 3 800 сабель, 6 орудий.
В состав белогвардейских войск входили:
- Партизанская дивизия атамана Б. В. Анненкова
- 17-й Семипалатинский пехотный полк (5-я сибирская стрелковая дивизия)
- 19-й Петропавловский пехотный полк (5-я сибирская стрелковая дивизия)
- Сергиопольский пехотный полк
- 2-й Зайсанский пехотный полк
- Отдельная Семиреченская казачья бригада
- Киргизская кавалерийская бригада

22 ноября 1919 приказом РВС Туркестанской республики все войска на территории Семиречья были сведены в Семиреченский отдельный отряд, переформированный в 3-ю Туркестанскую стрелковую дивизию и кавалерийскую бригаду.

## Боевые действия
Первоначально в состав фронта входили небольшие красногвардейские отряды, которые под ударами превосходящих сил противника 21 июля 1918 оставили Сергиополь, 8 августа — станицу Урджарская и 29 августа — город Лепсинск.
В начале сентября 1918 года советские войска утратили контроль над Покатиловкой и отступили в направлении Лепсинска, Аксу и Гавриловки. 23 сентября заняли станицу Абакумовскую, где перешли к обороне. 8 ноября 1918 решением 1-го Семиреченского областного съезда был образован Военно-политический штаб, который 10 февраля 1919 года заменён оперативным и политическим отделами.
К весне 1919 года линия фронта проходила с Юго-Востока на Северо-Запад от предгорий Джунгарского Алатау между станицей Абакумовская, занятой советскими войсками, и станицей Аксутайская, находящейся у белогвардейских войск, до прибалхашских степей. Войска располагались в населённых пунктах, высылая заставы и разъезды. В тылу у белых с июня 1918 года находился Черкасский район обороны. В октябре 1918 года — апреле 1919 года белые неоднократно, но безуспешно пытались овладеть районом Черкасской обороны, без ликвидации которой они не могли прорваться к городу Верному — оккупированной большевиками столице Семиреченского казачьего войска (СМКВ).
6 июня 1919 года решением 4-го фронтового съезда был создан РВС Семиреченского фронта в составе председателя (он же военно-политический комиссар), командующего и политкомиссара.
В июле — августе 1919 года войска Семиреченского фронта пытались прорваться на помощь Черкасскому району обороны, защитники которого вели тяжёлые бои с белыми, но из-за недостатка сил успеха не имели.
29 августа 1919 года решением РВС Туркестанской республики вместо РВС Семиреченского фронта был образован РВС армии Семиреченской области, который 16 октября 1919 года переименован в РВС войск Лепсинского направления, а общее руководство стал осуществлять вновь образованный РВC Семиреченской области.
14 октября 1919 года белогвардейцы захватили Черкасский район, а войска Семиреченского фронта после неудачной попытки помочь черкассцам отошли на рубеж канал Ак-Ичке, Гавриловка, Сарыбулак, Вознесенское.

## Командный состав
Командующие:
- Петренко (28 июня — 21 сент. 1918)
- Затыльников Н. Н. (21 сент. 1918 — 11 февр. 1919)
- Кочергин Г. (временно исполняющий должность, 11 февр. — 5 марта 1919)
- Пономарёв (5 марта — 6 июня 1919)
- Коляда К. (6 — 24 июня 1919)
- Жунтов (24 июня — 8 июля 1919)
- Журбенко (8 июля — 30 авг. 1919)
- Бекер Ф. Е. (30 авг. — 10 нояб 1919)
- Сдвиженский А. Ф. (10-22 нояб. 1919)

Члены РВС:
- Шавров А. А. (6 — 22 июня 1919)
- Коляда К. (24-29 июня 1919)
- Середин С. (29 июня — 30 авг. 1919)
- Полянский (29 июня — 8 июля 1919)
- Лавриков Г. П. (8 июля — 30 авг. 1919)
- Аверьянов (30 авг. — 28 окт. 1919)
- Казаков А. А. (30 авг. −22 нояб 1919)
- Гутерц А. (28 окт. — 22 нояб. 1919)

Начальники штаба:
- Игнатович (28 июня — 28 сент. 1918)
- Зырянов В. О. (28 сент. — 5 нояб. 1918)
- Бубнов К. (5 нояб. 1918 — май 1919)
- Паклин (май 1919 — 16 июня 1919)
- Ляпин М. (июль — 6 сент. 1919)
- Дублицкий С. Н. (временно исполняющий должность, 26 сент. — 12 окт. 1919)
- Браженцев (12 окт. — 17 нояб. 1919)
- Закржевский (17 — 22 нояб. 1919)